# An der Untertrave

An der Untertrave, rot markiert

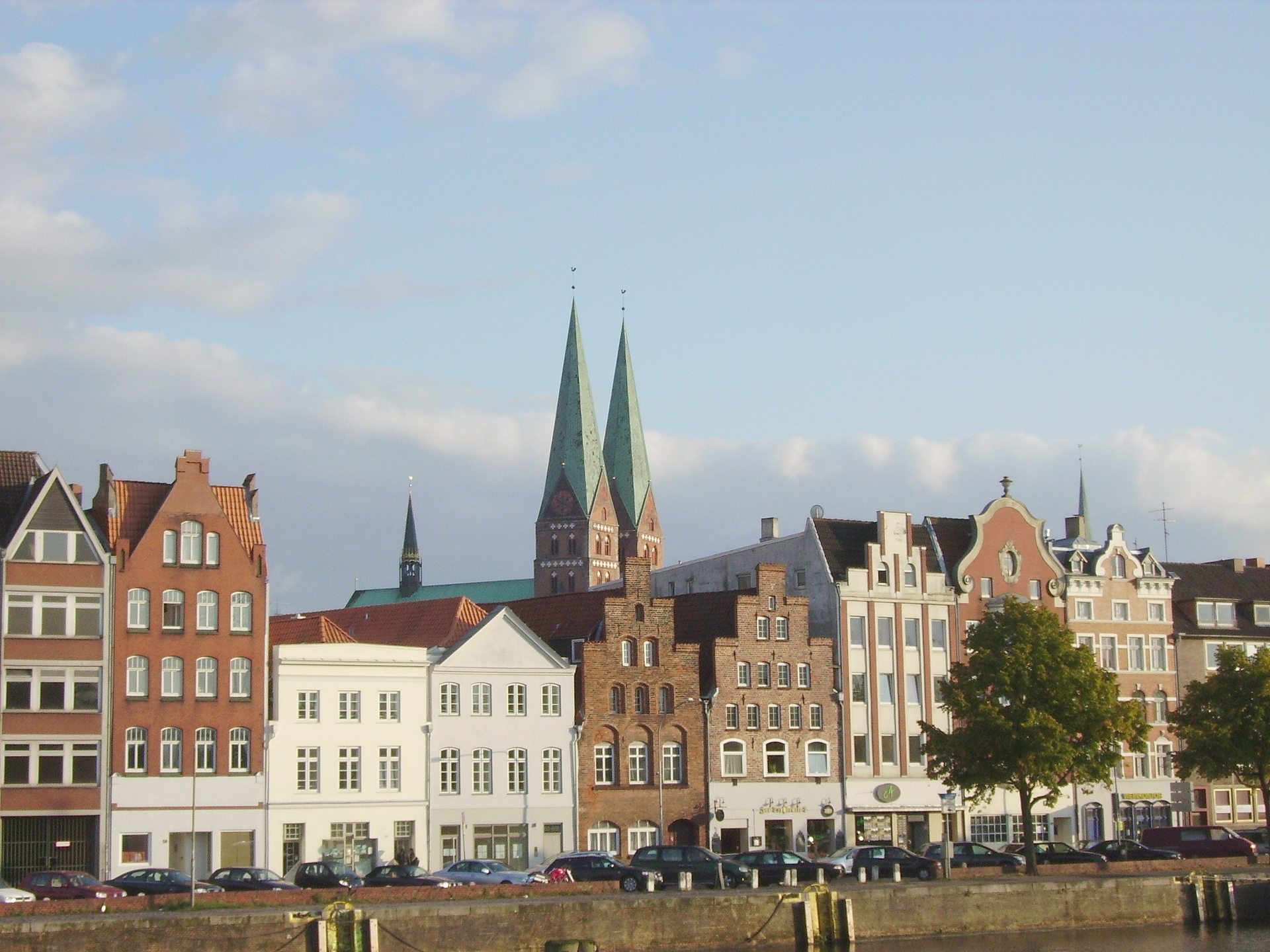
An der Untertrave, vom jenseitigen Traveufer aus gesehen

Untertrave mit Drehbrücke um 1900. Die städtebauliche Besonderheit – eine geschlossen den Hafenrand begleitende durchlaufende Giebelzeile – ist noch bestimmend

Hafenpartie beim Holstentor um 1910. (Gegenrichtung)

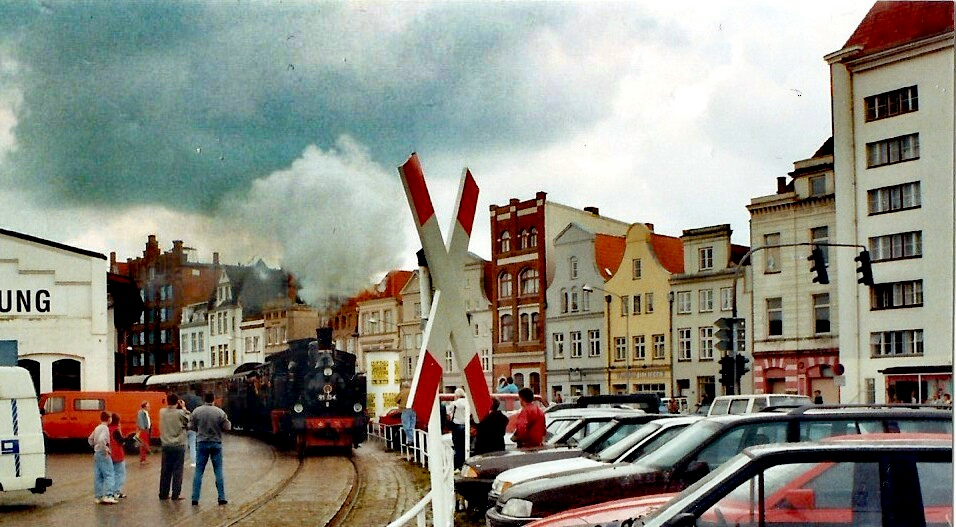
Die Dampflok 91 134 (Preußische T 9.2) befährt die Gleise der Lübecker Hafenbahn (1993)

An der Untertrave ist eine Straße der Lübecker Altstadt.

## Lage
Die etwa 960 Meter lange Straße An der Untertrave befindet sich im Nordwesten der Altstadtinsel. Sie verläuft als Uferstraße entlang der Trave.
Die Straße beginnt am nördlichsten Punkt der Altstadt bei der Hubbrücke über den Elbe-Lübeck-Kanal, der an dieser Stelle in die Trave mündet, und der Einmündung der Kanalstraße, die den nordöstlichen Rand der Altstadtinsel erschließt. Hier besteht auch ein Fußweg mit Treppe hinauf zum Burgtor, der Marstallweg.
In einem Bogen, der aus dem Verlauf des Traveufers resultiert, führt die Straße zunächst südwestwärts, wobei aus dem Inneren der Altstadt kommend nacheinander Kleine Altefähre, Große Altefähre, Petersilienstraße, Alsheide, Engelsgrube, Fischergrube, Clemensstraße und Beckergrube einmünden. Dann beschreibt die Untertrave einen Knick, nach dem sie südwärts weiterführt und als weitere einmündende Altstadtstraßen Mengstraße, Alfstraße, Fischstraße und Braunstraße folgen. An der Kreuzung mit der Holstenstraße und der zum Holstentor führenden Holstenbrücke endet die Untertrave schließlich. Ihre Fortsetzung entlang des Traveufers ist An der Obertrave.

## Geschichte
Die heutige Straße An der Untertrave wird erst seit dem späten 19. Jahrhundert als durchgehender Straßenzug aufgefasst. Zuvor führten nur einzelne Abschnitte eigene Bezeichnungen:
- Der Bereich an der Einmündung der Fischstraße hieß Eisenmarkt, da in diesem Teil des Hafens das aus Schweden eingeführte Stangeneisen angelandet und gelagert wurde. Die älteste überlieferte Form des Namens ist aus dem Jahr 1700 bekannt und lautete Osemundsmarkt
- Das Straßenstück zwischen Alsheide und Alfstraße hieß seit dem 16. Jahrhundert Petri-Sanddamm, da hier ein zur Petrikirche gehöriges Sandhaus stand
- Bei der Kleinen Altefähre lautete der Straßenname 1319 Apud arborem inferiorem (lat. Beim unteren Baum) und 1459 To dem Torne, da hier eine schwimmende Sperre aus Baumstämmen die Hafeneinfahrt abriegelte
- Der Abschnitt zwischen Alfstraße und Mengstraße war 1841 als Weinstaat bekannt, weil hier die mit importierten Weinen beladenen Schiffe festmachten
- Die Sektion zwischen Beckergrube und Fischergrube wurde seit spätestens 1483 Heringsmarkt genannt
- Nachdem die Anleger zwischen Große Altefähre und Burgtor 1834 zu einem allein Dampfschiffen vorbehaltenen Hafen ausgebaut worden waren, erhielt der hier verlaufende Straßenzug den Namen Am Dampfschiffshafen

Im Jahre 1884 wurde der gesamte Straßenzug zusammengefasst und erhielt seinen bis heute gültigen Namen.
Die nunmehr sehr breite Untertrave war ursprünglich eine schmale, beengte Straße, die zwischen den langen Reihe der Speicherhäuser auf der östlichen und der mittelalterlichen Stadtmauer auf der westlichen Seite verlief. Der Hafen lag außerhalb der Mauer und war von der Straße her durch Tordurchlässe zugänglich. Reste der Stadtmauer waren entlang der gesamten Untertrave bis in die Mitte des 19. Jahrhunderts vorhanden, dann wurden sie im Zuge des Hafenausbaus abgebrochen. Auf der Ostseite der Untertrave wurden seit 1853 zeitgemäße Lagerhallen errichtet sowie Bahngleise für den Güterverkehr verlegt. Die Hafenbahn, die noch zu Beginn der 1950er Jahre die gesamte Untertrave bis hinab zur Holstenbrücke säumte, führte zuletzt nur noch bis zur Drehbrücke gegenüber der Engelsgrube, auf der sie die Trave überquerte.
Nach dem Zweiten Weltkrieg wurde die Straße in den fünfziger und sechziger Jahren erheblich verbreitert und mehrspurig ausgebaut, um auf ihr den rapide anwachsenden Autoverkehr um die Altstadt herumleiten zu können. Der Fußweg an der Kaikante wurde gesondert als Wenditzufer benannt. Im Zuge der Errichtung des Europäischen Hansemuseums erfolgte 2013 der Rückbau von vier auf zwei Fahrspuren in einigen Abschnitten.
Im Bereich zwischen der Drehbrücke und der Musik- und Kongreßhalle befindet sich heute der Museumshafen.

### Höhenregulierung der Straße
Die Notwendigkeit, wegen der Hochwasserschäden der vorhergehenden Jahrzehnte 1906 von der Drehbrücke (Engelsgrube) bis zur Kanalmündung neue Kaimauern zu errichten, bot die Gelegenheit, gleichzeitig eine Höhenveränderung der Kaianlagen vorzunehmen. Die dahinter liegenden Straßen hatten eine entsprechende Aufhöhung zu erfahren.
Diese betrug zum Teil einen Meter und mehr. Während man bei anderen Straßenregulierungen in der Lage war, zunächst eine Mittellinie zu wählen, war das hier, da sonst aus der Straße eine Schiefe Ebene geworden wäre, nicht möglich. Die nachfolgende Bilder zeigen die auf der genannten Strecke getroffenen Veränderungen.

Höhenregulierung der Straße an der Untertrave
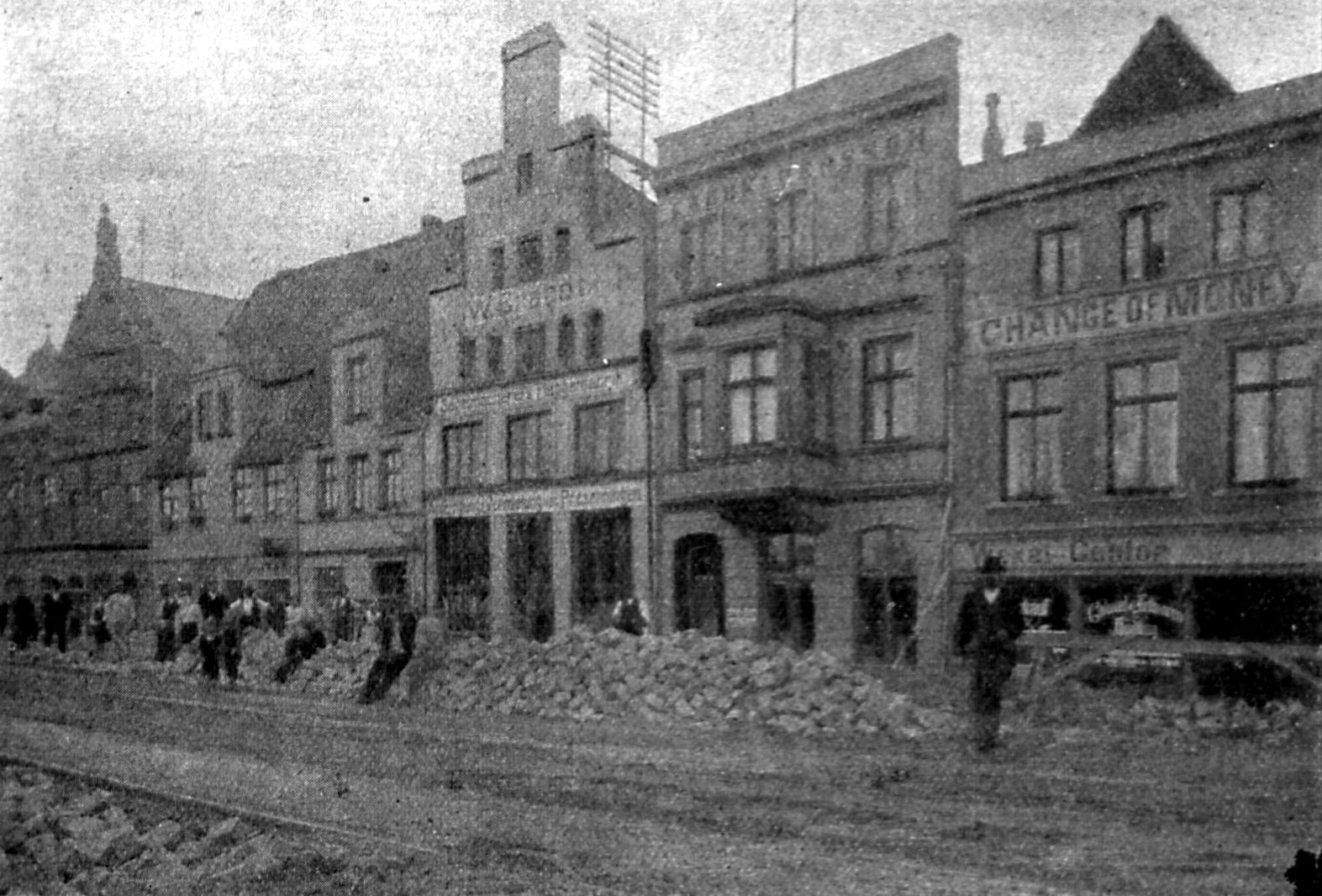
Pflasterungsarbeiten und Höhenregulierung
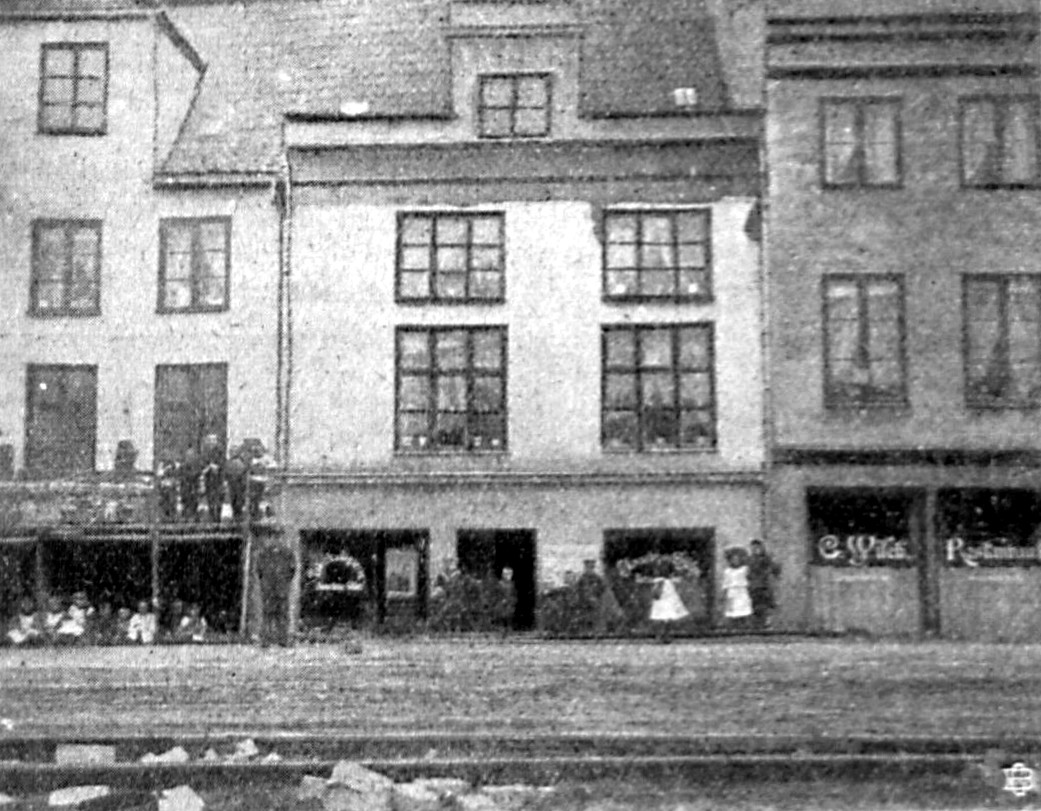
Höhenveränderungen

### Konflikt um Winterlinden

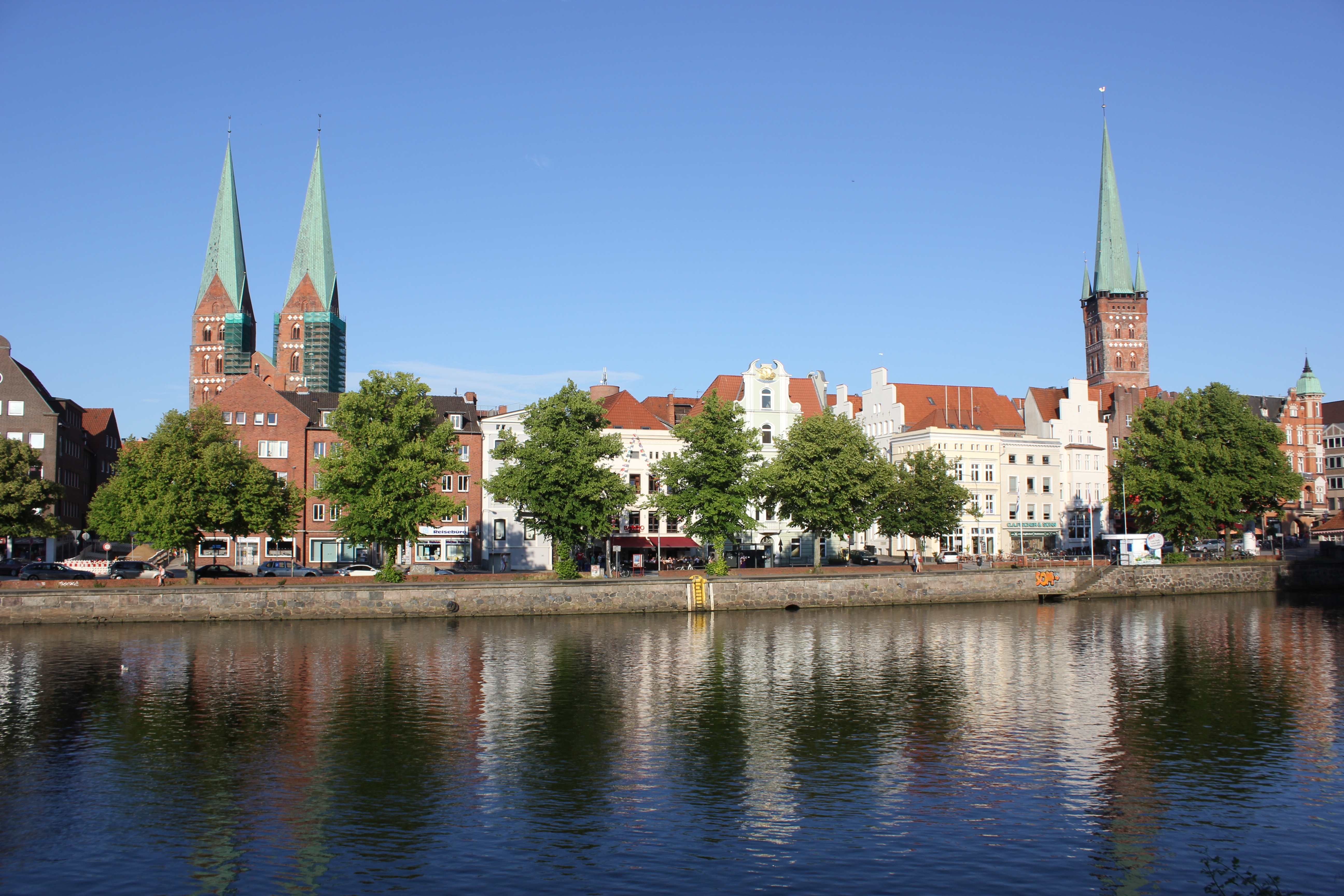
Die Winterlinden im Juni 2016. Links die Türme von St. Marien, rechts St. Petri

Zum Konflikt mit der Bürgerschaft und der Verwaltung der Stadt kam es 2016, als bekannt wurde, dass 48 am Traveufer stehende Winterlinden gefällt werden sollten. Die Bäume im Abschnitt zwischen Holstenstraße und Drehbrücke sollten für die seit 2003 geplante Umgestaltung von Fahrbahn und Travepromenade  der Neuanpflanzung  Japanischer Schnurbäume weichen. Mitglieder eines Aktionsbündnisses („Lübecks Linden leben lassen“) sammelten bis Mitte September innerhalb von vier Wochen in einem Bürgerbegehren mehr als 10.500 Unterschriften für einen Bürgerentscheid, um das Fällen der Linden zu verhindern. Im Bürgerentscheid am 18. Dezember 2016 stimmten 50,3 Prozent der Bürger, die sich beteiligt hatten, für den Erhalt der Winterlinden.

## Bauwerke
- Lagerschuppen 6, 1906 errichtete einschiffige Lagerhalle in Ziegelbauweise
- Lagerschuppen 9, 1906 errichtete zweischiffige Lagerhalle in Ziegelbauweise
- Europäisches Hansemuseum, An der Untertrave 1
- Petit-Haus, An der Untertrave 3
- An der Untertrave 21, zwischen 1600 und 1649 errichtetes Renaissance-Haus mit klassizistischer Fassade von 1808
- An der Untertrave 27, 1899 errichtete Fassade des Historismus vor einem Neubau von 1981
- An der Untertrave 34, Die Eiche, 1873 errichteter Kornspeicher im Stil des Historismus, erbaut für Thomas Johann Heinrich Mann
- An der Untertrave 39, zwischen 1600 und 1624 errichtetes Renaissance-Giebelhaus
- An der Untertrave 42, zwischen 1550 und 1624 errichtetes Renaissance-Giebelhaus mit klassizistischer Fassade von 1797 und 1857
- An der Untertrave 52-53, zwischen 1525 und 1599 errichtetes Renaissance-Doppelhaus
- An der Untertrave 60, spätbarockes Haus des 18. Jahrhunderts
- An der Untertrave 61, im 16. Jahrhundert erbautes Renaissance-Giebelhaus
- An der Untertrave 62, im 16. Jahrhundert erbautes Renaissance-Giebelhaus
- An der Untertrave 70, 1749 errichtetes Eckhaus mit verputzter Fassade
- An der Untertrave 86, Bürgerhaus der Renaissance
- An der Untertrave 96, 1569 errichtetes dreistöckiges Renaissance-Fachwerkhaus, bereits ursprünglich als Mietshaus geplant und gebaut
- An der Untertrave 97, neogotischer Backstein-Speicher von 1871
- An der Untertrave 98, neogotischer Backstein-Speicher von 1870
- Das sich anschließende Eckhaus Alfstraße 38 zeigt zur Untertrave einen eindrucksvollen Stufengiebel der Renaissance.

## Gänge und Höfe
Von der Straße An der Untertrave gehen oder gingen folgende Lübecker Gänge und Höfe ab (nach Hausnummern):
- 19: Dunkelgrüner Gang
- 26: Hellgrüner Gang
- 29: Voß’ Gang (abgängig)
- 34: Harders Gang (abgängig)
- alte Hausnummer 14: Grammans Hof (abgängig)